# 锌指核酸酶
锌指核酸酶（英語：Zinc-finger nucleases, ZFNs），是人工改造的限制酶，通过融合锌指结构的结合DNA结构域和分解DNA结构域而成。可通过基因工程改造锌指结构域使锌指核酸酶针对复杂基因组里的特定DNA序列。借助内源DNA的修复机制，锌指核酸酶可以精确改变高等动物的基因组。類似的技術還有類轉錄活化因子核酸酶。

## 结构域
锌指核酸酶是一种特定于位点的核酸限制内切酶
功能：设计在特定的位置来结合并分解DNA，含有两个蛋白质结构域。
第一个结构域是DNA结合结构域，其由真核转录因子并包含锌指所构成；第二个结构域是核酸酶结构域，它由FokI限制酶构成，并负责DNA的催化分解。

### 分解DNA结构域

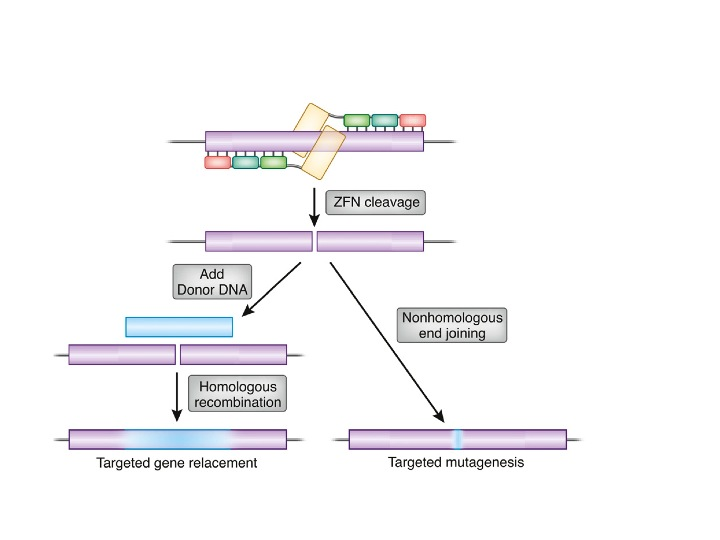
A pair of two ZFNs with three zinc fingers each are shown introducing a double-strand break. Subsequent to this, the double strand break is being repaired through either homologous recombination or non-homologous end joining.

type IIs 核酸内切酶 FokI 的非特异分解域经常被用做 ZFNs 的分解域，   
这个分解域需要二聚化来分解DNA。 
因此一对ZFNs只能用于定位非回文的DNA位点。标准的ZFNs每个域的碳端都融合了分离域。为了让两个分离域二聚化并分解DNA,两个单独的ZFNs需要结合在不同的DNA链上并且他们的碳端相隔一定的距离。在锌指域和分解域之间最常用的链接序列要求每个结合位点的5'端分隔5到7个bp。
几个不同的蛋白质工程技术已经用来提高用于ZFNs核酸酶域的活性和特异性。直接进化被用来产生FokI的多样性以增强被作者称为"Sharkey"的 分解活性。通过修改二聚化的接口以便只有目的异二聚体类型有活性，基于结构的设计也被用来提高FokI的分解特异性。

## 延伸阅读
- Mandell JG, Barbas CF. . Nucleic Acids Res. July 2006, 34 (Web Server issue): W516–23  [2009-09-25]. PMC 1538883 . PMID 16845061. doi:10.1093/nar/gkl209. （原始内容存档于2019-07-10）.
- Porteus MH, Carroll D. . Nat. Biotechnol. August 2005, 23 (8): 967–73. PMID 16082368. doi:10.1038/nbt1125.
- Doyon Y, McCammon JM, Miller JC;  et al. . Nat. Biotechnol. June 2008, 26 (6): 702–8. PMC 2674762 . PMID 18500334. doi:10.1038/nbt1409.
- Meng X, Noyes MB, Zhu LJ, Lawson ND, Wolfe SA. . Nat. Biotechnol. June 2008, 26 (6): 695–701. PMC 2502069 . PMID 18500337. doi:10.1038/nbt1398.